# Ершов, Андрей Петрович
Андре́й Петро́вич Ершо́в (19 апреля 1931, Украина — 8 декабря 1988, там же) — советский украинский учёный, один из пионеров теоретического и системного программирования, создатель Сибирской школы информатики, академик АН СССР (1980).
Его работы оказали  влияние на формирование и развитие вычислительной техники не только в СССР, но и во всём мире.
Ершов — один из пионеров российской корпусной лингвистики; по его инициативе начал создаваться Машинный фонд русского языка при Институте русского языка АН СССР.

## Биография
Родился в интеллигентной семье: отец был инженером-химиком, мать – библиотекарем. С 1937 по 1943 жил в городе Рубежное (Украина) (Ворошиловградская область, УССР). Во время войны около полугода в 1942—1943 годах жил в условиях немецкой оккупации. После освобождения Рубежного в 1943 году переехал в город Кемерово. В 1949 году окончил среднюю школу и поступил на физико-технический факультет МГУ (впоследствии, в 1951, отделившийся от МГУ и ставший Московским физико-техническим институтом). 
Ершов после отделения МФТИ остался в МГУ и перешёл на механико-математический факультет МГУ, который окончил в 1954 году. Ученик Алексея Ляпунова. Его однокурсниками были В. В. Белецкий, А. А. Боровков, А. Г. Витушкин, А. А. Гончар, Е. А. Девянин, У. А. Джолдасбеков, А. М. Ильин, И. А. Кийко, В. Д. Клюшников, М. Л. Лидов, В. В. Лунёв, Р. А. Минлос, И. В. Новожилов, Н. А. Парусников, Г. С. Росляков, С. А. Шестериков.
На четвёртом курсе начинает работать инженером в Институте точной механики и вычислительной техники АН СССР. 
До начала 1950-х годов в СССР не существовало специальности «программист», Ершов оказался одним из первых программистов, имевших специальное образование. В 1954 году поступает в аспирантуру механико-математического факультета МГУ, после окончания в 1957 году возглавил отдел автоматизации программирования Вычислительного центра АН СССР. Кандидатская диссертация посвящена понятию операторного алгоритма, написана под научным руководством А. А. Ляпунова, защищена в 1962 году.

Вскоре после окончания МГУ становится руководителем работ и автором одной из первых программирующих программ для отечественных ЭВМ — БЭСМ и «Стрела».

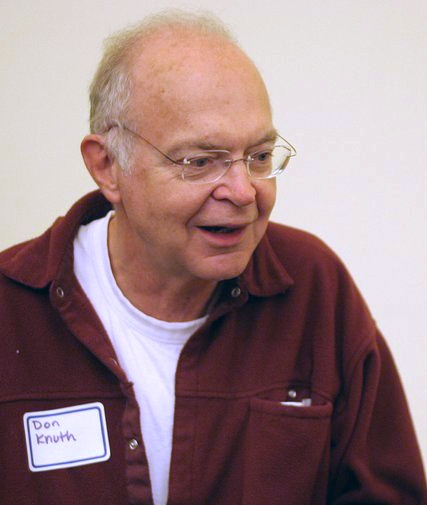
Дональд Кнут: «… я был студентом последнего курса. Тогда только появилась книга Андрея „Программирование для БЭСМ“, и мы, группа студентов, смогли убедить преподавателя русского языка включить её в курс в качестве одного из двух сборников текстов для изучения научной лексики»

 В 1958 году опубликовал монографию «Программирующая программа для быстродействующей электронной счетной машины», которая сразу же была переиздана за рубежом. Эта книга оказала большое влияние на Дональда Кнута, который впоследствии нашёл Ершова и подружился с ним.
В 1960 году переехал в Новосибирский Академгородок, с которым была связана вся последующая научная и педагогическая деятельность. Занимает должность заведующего отдела программирования Института математики СО АН СССР, которым руководил до конца жизни.
Под его руководством и при его участии были созданы такие языки программирования, как Альфа, Альфа-6 и трансляторы с них.
В 1968 году защищает диссертацию на учёную степень доктора физико-математических наук по методам построения трансляторов. В 1970 году получил учёное звание профессора, был избран член-корреспондентом, в 1980 — академиком АН СССР.
Зам. директора (с 1969) Конструкторского бюро системного проектирования (позже Новосибирского филиала Института точной механики и вычислительной техники). Преподаватель, зав. кафедрой теоретической кибернетики Новосибирского государственного университета (с 1973), зав. отделением программирования кафедры вычислительной математики НГУ (с 1976). 
В 1970-е годы разработал типовую, общую для многих языков схему трансляции, пригодную для создания фрагментов оптимизированных трансляторов. Эта схема охватывала многие задачи автоматизации программирования: анализ свойств программ, систем преобразования программ, разработки входных языков, разработки оптимизирующих трансляторов. Для решения этой проблемы требовался специальный язык, чтобы на нём можно было описать все возникающие проблемы. Такой универсальный программирующий процессор и его внутренний язык описания был создан и получил название «Бета».
В середине 1980-х годов развил эти идеи и предложил создать открытый, то есть развиваемый язык, на котором можно описать будущую программу, конструкции, её образующие, и объекты предметной области задачи. Этот язык получил наименование «Лексикон».
С 1966 по 1972 год руководил созданием программно-аппаратной системы разделения времени АИСТ («автоматическая информационная станция») в СО АН СССР.
В 1970-е годы активно занимается педагогической деятельностью. Вокруг него складывается неформальный коллектив научных сотрудников ряда академических институтов (прежде всего, Вычислительного центра СО АН СССР) и Новосибирского университета, педвузовских и школьных преподавателей, проводивший широкую программу экспериментов, исследований и разработок в направлении школьной информатики.
В 1981 году на 3-й Всемирной конференции Международной федерации по обработке информации и ЮНЕСКО по применению ЭВМ в обучении в Лозанне (Швейцария) сделал доклад под названием «Программирование — вторая грамотность». Название доклада быстро стало лозунгом. В Новосибирске начались эксперименты по преподаванию программирования, а затем и информатики школьникам. Стал разрабатываться компьютер «Агат», обучающая система «Школьница» и язык «РАПИРА». В 1985 году Ершовым совместно с группой соавторов был выпущен школьный учебник «Основы информатики и вычислительной техники» (ОИВТ). С 1 сентября 1985 года в советских школах в список обязательных учебных предметов вошли «Основы информатики и вычислительной техники», а первым преподавателем информатики в СССР стал Ершов. Для записи алгоритмов в этом учебнике применялся алголоподобный язык, так называемый Русский алгоритмический язык (или Учебный алгоритмический язык), в шутку называемый «Ершол». Реализацией этого языка стал Е-практикум, разработанный на механико-математическом факультете МГУ.
Был организатором и участником многих международных конференций, учёных групп, главных редколлегий советских и иностранных научных журналов, активным деятелем Международной федерации по обработке информации. Труды Ершова по информатике, в том числе по теоретическому и системному программированию, получили международное признание: он был членом Ассоциации вычислительной техники (1965), почётным членом Британского общества по вычислительной технике (1974).
Организатор и вплоть до своей смерти главный редактор первого в СССР массового компьютерного журнала «Микропроцессорные средства и системы».

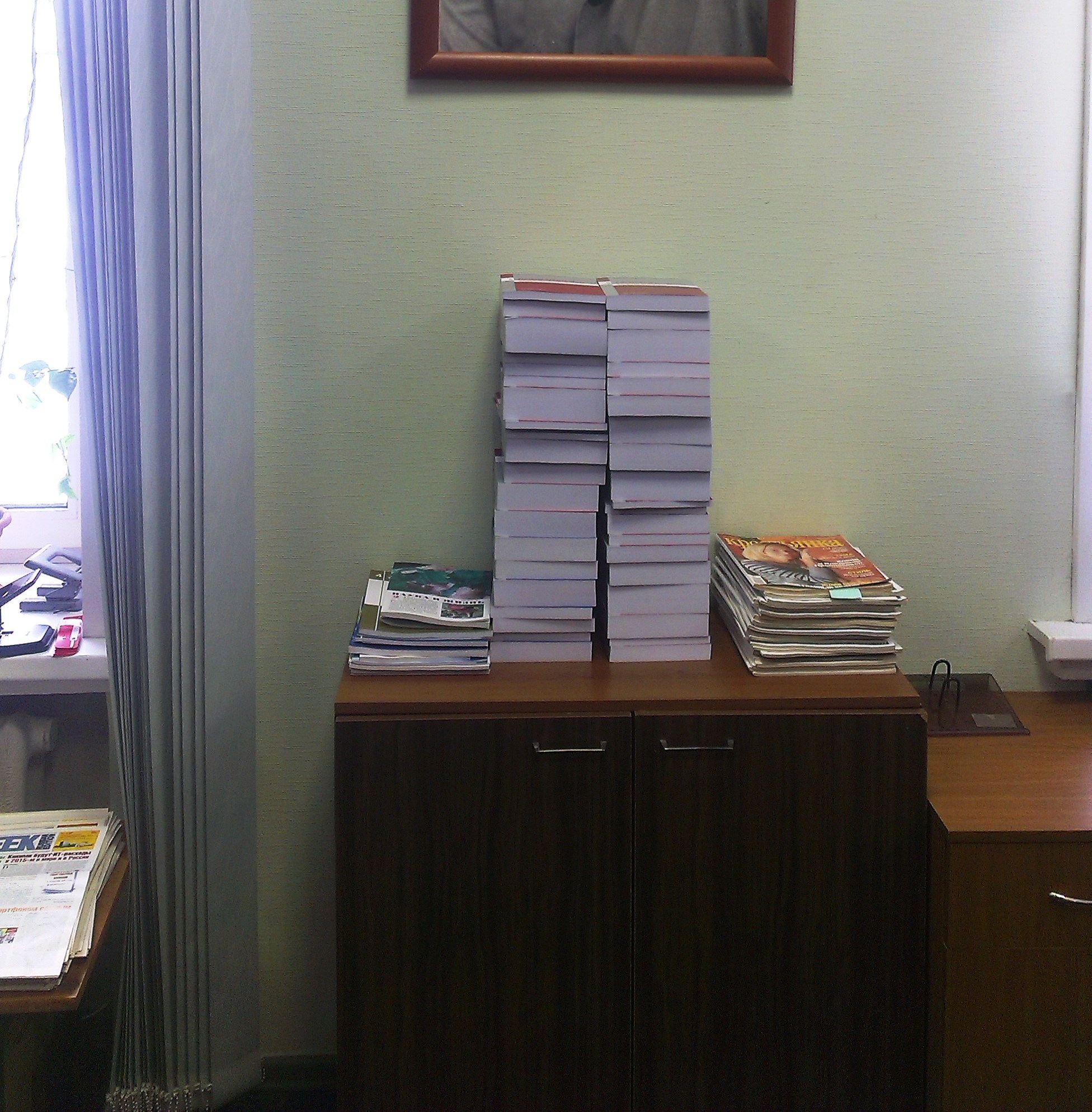
В мемориальном кабинете
А. П. Ершова

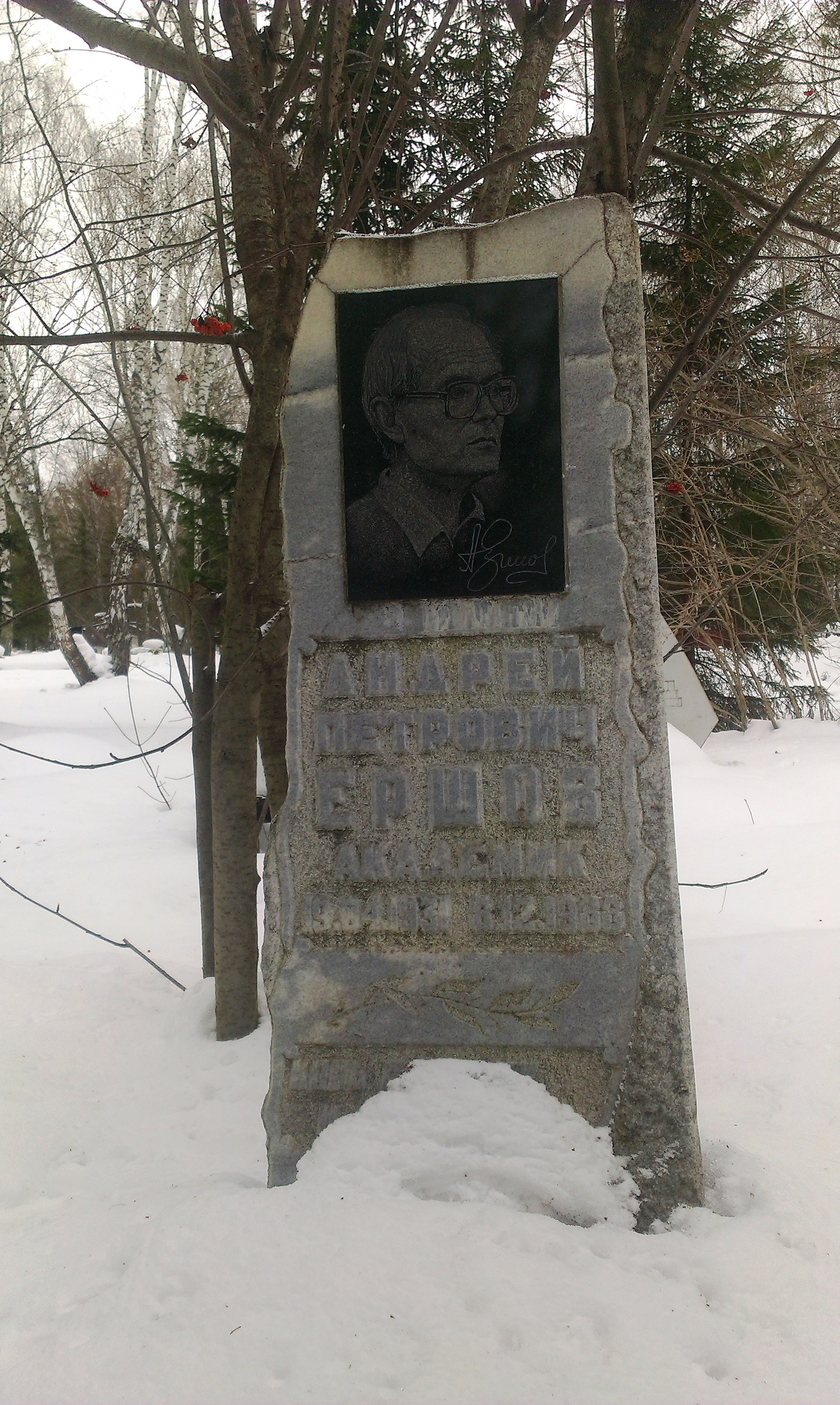
Могила Ершова на Южном кладбище в Новосибирске

С апреля 1987 года был председателем Научного совета АН СССР по комплексной проблеме «Кибернетика». Был основателем и научным руководителем НИИ информатики и вычислительной техники Академии педагогических наук СССР (Новосибирск).
За существенный вклад в теорию смешанных вычислений в 1983 году был удостоен Премии имени академика Крылова. В 1985 году за работы по методике создания больших программных систем был награждён премией Совета Министров СССР.
Играл на гитаре, пел, писал стихи, переводил на русский язык английских поэтов, в частности, Редьярда Киплинга.
Умер от рака после нескольких лет борьбы с тяжёлой болезнью.

## Известные адреса
Новосибирск. Академгородок. Морской проспект, 34

## Память
Похоронен на Южном кладбище Новосибирска (находится в Академгородке).
Имя Ершова присвоено Институту систем информатики СО РАН, премии для молодых учёных СО РАН, аудитории и студенческой стипендии в НГУ, его имя носит тропинка в Новосибирском академгородке, в Институте систем информатики хранится его мемориальная библиотека и научный архив.

## Труды
- Ершов А. П. Введение в теоретическое программирование: Беседы о методе. — М.: Наука, Главная редакция физико-математической литературы, 1977. — 288 с.
- Ершов А. П., Кушниренко А. Г., Лебедев Г. В., Семенов А. Л., Шень А. Х. Основы информатики и вычислительной техники: Пробный учебник для средних учебных заведений / Под редакцией А. П. Ершова. — М.: Просвещение, 1988. — 207 с. — ISBN 5-09-000593-1.
- Становление программирования в СССР / А. П. Ершов, М. Р. Шура-Бура; Российская акад. наук, Сибирское отд-ние, Ин-т систем информатики им. А. П. Ершова. — Изд. 2-е, доп. — Новосибирск : ИСИ им. А. П. Ершова СО РАН, 2016. — 78 с.